# Los otros Concha
Los otros Concha es una telenovela peruana creada y producida por Michelle Alexander para la cadena América Televisión.
Está protagonizada por Paul Martin junto a Tula Rodríguez, Sebastián Barreto, Miguel Dávalos, Raysa Ortiz y Amil Mikati y cuenta con Milene Vázquez, Andrés Vílchez, Sirena Ortiz, Gabriela Billotti, Miguel Ángel Álvarez, Fiorella Luna y Julián Legaspi en los roles antagónicos. Además de las actuaciones estelares de Fernando Niño, Carla Arriola, Stefano Meier, Elisa Costa, Macarena Argote y el primer actor Carlos Victoria Álvarez.

## Sinopsis
Catalina (Milene Vázquez) creía tener la vida perfecta, el esposo perfecto y los hijos soñados, hasta que se entera de la existencia de los otros Concha, la otra familia de su esposo supuestamente fallecido.

## Reparto

### Principales
- Paul Martin como Emilio Enrique Concha Ritz / Emilio Soto[2]
- Tula Rodríguez como Estela Ana Lucia Vargas Cóndor[3]
- Milene Vázquez como Catalina Dessire Wissef Horna / Catalina Dessire Wissef Sanguinetti[3]
- Raysa Ortiz como Jesusa Lorena Concha Vargas / Jesusa Lorena Soto Vargas[4]
- Andrés Vílchez como Walter Enrique Concha Vargas / Walter Enrique Soto Vargas[2]
- Miguel Dávalos como Güido Collao Muñoz[2]
- Sirena Ortiz como Josefina Dominga Concha Vargas / Josephine Dominique Concha Wissef
- Sebastián Barreto como Alfonso Alexander «Pochito» Concha Vargas / Alfonso Alexander «Pochito» Soto Vargas[2]
- Gabriela Billotti como Leticia Horna de Conde/ Leticia Sanguinetti Grados Vda. de Wissef[2]
- Miguel Álvarez como Leopoldo Ramírez Bazán[2]
- Carlos Victoria como Don Felipe Conde[2]
- Julián Legaspi como Julio «Julito» Ramírez Bazán[2]
- Fiorella Luna como Susana «Susanita» Conde Horna[2]
- Carla Arriola como Roberta Machuca[2]
- Stefano Meier como Bernard Watts de Osma[2]
- Fernando Niño como Profesor Amador Sarmiento[2]
- Elisa Costa como Eferling Conde Cáceres[2]
- Amil Mikati como Maximiliano Alejandro «Max» Concha Albert / Maximiliano Alejandro «Max» Concha Wissef
- Macarena Argote como Patricia «Patty» Ramírez Machuca[2]

### Recurrentes e invitados especiales
- Pilar Brescia
- Augusto Mazzarelli como Orlando Concha
- Iván Chávez como Fiscal Saturnino Bueno
- Paul Ramírez como Juez Javier Herrado
- Percy Williams como Jefe de policía
- Wady Futton como Oficial de policía
- Daniel Menacho como Pipo Pérez
- Diego Lombardi como Sergio Watts
- Willy Gutiérrez como Dueño de restaurante
- Mariella Zanetti como Dora Collao Muñoz
- Luis José Ocampo como Iker Collao Muñoz
- Mariagracia Mora como «Jesusa»
- Santiago Suárez como «Güido»
- Verónica Linares como ella misma
- Federico Salazar como él mismo
- Alvina Ruiz como ella misma
- Gunter Rave como él mismo
- Alana La Madrid como Zoila
- Yamile Caparó como Isabella «Chabelita» Santiago
- Leslie Stewart como María Gracia Albert
- Cielo Torres como Jackye Barreto
- Yanina Ugarte como Regina Duarte
- Adita López como Lucy
- Patricio Villavicencio como Jiménez
- Sebastián Monteghirfo como Heriberto Junior Ramos Gutiérrez
- Yaco Eskenazi como Esteban Roca
- Mónica Sánchez como Charo Flores
- Magdyel Ugaz como Teresa Collazos
- László Kovács como Tito Lara
- Gabriela Velázquez como Madre de fiscal Saturnino
- Antonio Aguinaga como Leonel Moral
- Luis Meneses como Doctor
- Dante del Águila como Doctor
- Marisol Aguirre como María Cecilia «Titi» de Osma
- Diego Salinas como Carlos Andrés
- Diego Pérez Raymond como Ricardo
- Frida Hurtado como Gloria

## Banda sonora
- «La comparsa» – Koky Bonilla y Afrodisíaco
- «Soy un Concha» – Paul Martin
- «Quién cura» – Grupo 5 y Daniela Darcourt
- «Es difícil» – Jhovan
- «Quédate un ratito» – Pascal
- «Contigo» – Dady
- «Sé que no» – La nueva invasión
- «Cuando te miro» – Alicia Robertson
- «Candela» – Las muñecas de la cumbia
- «Te amo» – Alexander Blas
- «Día y noche» – Marina Yafac
- «Vete» – Milett Figueroa
- «No imaginé» – Foné
- «Rendición» – Andrés Galarza y Afrodisíaco
- «He intentado de todo para olvidarte» – Jair Muro
- «Nos duele tanto» – Pascal
- «Ya no vuelvas» – Diego Cruz
- «Al fondo hay sitio» – Tommy Portugal
- «Me quedo» – Dady
- «Pensando en ti» – Nano Morris
- «No puedo alejarme de ti» – Koky Bonilla y Afrodisíaco
- «Los mejores años» – Alex Guillén, Labiaga y Raysa Ortiz
- «Quema» – Blaxx Remix

## Recepción
En su primer episodio, la telenovela logró superar los 20 puntos de sintonía, con picos de 24,2 y un share de 35,2 según cifras de Kantar Ibobe Media imponiéndose ante la telenovela Papá en apuros y el programa Magaly TV, la firme.

## Premios y nominaciones
| Año  | Premio        | Categoría                                             | Resultado | Ref.  |
| ---- | ------------- | ----------------------------------------------------- | --------- | ----- |
| 2024 | Premios PRODU | Mejor productora de ficción – Superserie y telenovela | Ganador   | [ 6 ] |